# 小行星7178
小行星7178（英語：7178 Ikuookamoto）是一颗围绕太阳公转的小行星。1990年11月11日，T. Nomura、K. Kawanishi在Minami-Oda发现了此天体。
这颗小行星的绝对星等为2.172765878267991等。